# Jinon Magal
Jinon Magal (hebrejsky ינון מגל‎; * 27. dubna 1969) je izraelský novinář a politik; bývalý poslanec Knesetu v roce 2015 za stranu Židovský domov.

## Biografie
Působil jako novinář na různých postech jako reportér armádního rozhlasu Galej Cahal, televizní Stanice 10 a moderátor na Stanici 1. Naposledy byl editorem hebrejské verze internetového listu Walla!. Sloužil v izraelské armádě jako člen elitní jednotky Sajeret Matkal.
Ve volbách v roce 2015 byl zvolen do Knesetu za stranu Židovský domov. Na poslanecký mandát rezignoval v prosinci 2015. Místo něj pak do Knesetu měl usednout Avraham Varcman, který ale křeslo nepřijal a náhradním poslancem se tak stal Naftali Bennett. Důvodem pro složení poslaneckého mandátu byla aféra okolo sexuálního obtěžování, které Magal čelil.